# Musikåret 1933

## Händelser

### Okänt datum
- EMI börjar experimentera med stereoinspelningar.[1]
- Svenska Orkesterjournalen, världens äldsta ännu utkommande jazztidskrift, börjar utges.
- Föreningen Fylkingen, som skall främja experimentell musik och konst, bildas i Stockholm.
- Turitz-koncernen börjar ge ut skivor på märket Cameo i Sverige.[2]
- Brittiska delen av skivbolaget Brunswick säljs till Decca.[3]
- November – Skivmärket Telefunken lanseras, sedan Ultraphon övertagits av Telefunken.[4]

## Årets singlar och hitlåtar
Vänligen sortera soloartister på efternamn, musikgrupper på förstabokstaven (utan engelskans "The" och "A")
- Joe Lyons, Sam C. Hart & The Vagabonds – When It's Lamp Lighting Time in the Valley [5]

## Födda
- 1 januari – Bo Linde, svensk tonsättare och musikkritiker.
- 18 februari – Ruben Fridolfson, svensk tonsättare, dirigent och organist.
- 18 februari – Yoko Ono, amerikansk musiker, artist.
- 21 februari – Nina Simone, amerikansk blues- och soulsångare.
- 14 mars – Quincy Jones, amerikansk skivproducent, TV- och filmproducent, jazzmusiker och låtskrivare.
- 4 april – Sven-Olof Eliasson, svensk operasångare (tenor).
- 8 april – Fred Ebb, amerikansk sångtextförfattare, manusförfattare, kompositör och filmproducent.
- 30 april – Willie Nelson, amerikansk sångare, låtskrivare och gitarrist från Texas (country, blues, etc).
- 13 maj – Stig Gustav Schönberg, svensk tonsättare och organist.
- 21 maj – Ulf Björlin, svensk dirigent och tonsättare, arrangör av filmmusik.
- 11 juni – Nils Lindberg, svensk kompositör, pianist och arrangör.
- 11 juli – Per Myrberg, svensk skådespelare och sångare.
- 3 augusti – Tord Slättegård, svensk operasångare (tenor).
- 25 augusti – Rune Gustafsson, svensk kompositör och gitarrist.
- 25 augusti – Wayne Shorter, amerikansk jazzmusiker (saxofon).
- 30 augusti – Arne Mellnäs, svensk tonsättare.
- 23 september – Asha Bhosle, indisk sångerska
- 23 september – Victor Jara, chilensk visdiktare och sångare.
- 14 oktober – Gunnel Nilsson, svensk sångare och skådespelare.
- 3 november – John Barry, brittisk filmmusikkompositör.
- 23 november – Krzysztof Penderecki, polsk tonsättare.
- 29 november – John Mayall, brittisk bluesmusiker.
- 6 december – Henryk Górecki, polsk tonsättare.

## Avlidna
- 6 juli – Robert Kajanus, 76, finländsk tonsättare och dirigent.
- 24 juli – Max von Schillings, 65, tysk tonsättare.
- okänt datum – Karl Wehle, 31–32, österrikisk-svensk kompositör.

### Fotnoter
1. ↑  ”78:or & film”. Arkiverad från originalet den 23 oktober 2021. https://web.archive.org/web/20211023014112/http://musiknostalgi.atspace.cc/historia.htm. Läst 3 juni 2011.
2. ↑  ”78:or & film”. http://78-varv.atspace.cc/cameo.htm. Läst 3 juni 2011.
3. ↑  ”78:or & film”. Arkiverad från originalet den 4 december 2019. https://web.archive.org/web/20191204111502/http://musiknostalgi.atspace.cc/brunswi.htm. Läst 3 juni 2011.
4. ↑  Englund, Björn; Elfström, Mats (1994). Ultraphon Telefunken/Pallas. Stockholm: Arkivet för ljud och bild. sid. IX
5. ↑  ”Scientific Commons”. Arkiverad från originalet den 25 maj 2012. https://archive.is/20120525091646/http://de.scientificcommons.org/7549206. Läst 22 mars 2011.